# جورج اینسلی
جورج اینسلی (George Ainslie) (زادهٔ ۳۰ اکتبر ۱۸۳۸ – درگذشتهٔ ۱۹ مه ۱۹۱۳) وکیل، سرمایه‌گذار معدن و نماینده کنگره از قلمروی آیداهو بود.

## اوایل زندگی و حرفه
جورج اینسلی در بونویل، شهرستان کوپر، میزوری زاده شد. پدربزرگ و پدر جورج در هنگ‌های اسکاتلندی ارتش بریتانیا خدمت کرده بودند. عموی وی سرهنگ ویلیام اینسلی نیز در هنگ ۹۳م پیاده («ساترلند هایلندرز») خدمت کرد. بهره‌کشی از «ساترلندی‌ها» در جریان جنگ کریمه باعث به میان آمدن عبارت «خط باریک سرخ» شد که بعدها به‌طور کلی به کل ارتش پیاده بریتانیا گفته می‌شد.
والدین جورج، جان و مری، تقریباً دو سال قبل از تولد وی به میزوری نقل مکان کردند. پدر وی یک زمین‌دار ثروتمند شده و در کارهای نمک نیز دخیل شد. خانواده وی برای مدت کوتاهی، مانی که جورج نوزاد بود، به اسکاتلند رفتند اما دوباره در ۱۸۴۴ میلادی بازگشتند. پدر وی در ماه ژوئن همان سال در رود میزوری غرق شد.
در اواخر نوجوانی، اینسلی نزد وکیلان مجرب و قاضی سنت لوئیس به آموزش حقوق پرداخت. وی همچنین به آموزش در مکانی پرداخت که حالا معروف به دانشگاه سنت لوئیس است. جورج مدرک حقوق خود را کسب نموده و در ۱۸۶۰ میلادی اجازه فعالیت در دادگاه میزوری را به‌دست‌آورد. پس از چند ماه کار در رشته وکالت در میزوری، وی به منطقه پایکز پیک در قلمروی کلرادو رفت. او در آنجا یک دفتر حقوقی باز نموده و ظاهراً در برخی املاک معدنکاری سرمایه‌گذاری کرد.

## نقل مکان به آیداهو
دو سال بعد، اکتشافات طلا در آیداهو، توجه اینسلی را جلب کرد. وی در جریان تابستان ۱۸۶۲ به الک سیتی، آیداهو رفته و تا فصل زمستان که کار در آن قسمت کشور ناممکن بود، به معدنکاری ادامه داد. احتمالاً با توصیه مردمانی آشنا با آن منطقه، او از آنجا به اورگن رفت.
هنگام اقامت در لوئیستون، آیداهو، از وی درخواست گردید تا به عنوان وکیل مدافع کسی کار کند. در اینجا، البته سلسله رویدادها توسط منابع مختلف بگونه مختلف گزارش شده‌است. در زندگی‌نامه جورج در تاریخ مفصل ایالت آیداهو آمده‌است که، سه مرد به نزد وی آمده و درخواست نمودند تا از آنها در «دادگاه شهری» در مقابل اتهام دزدی، دفاع نماید. اما، به احتمال قوی نماینده این سه نفر به نزد وی آمده بودند، چون متهمان در آن وقت در زندان بودند. در واقع، از زمان‌بندی چندین برداشت می‌شود که احتمالاً دادگاه قبلاً برگزار شده و حکم مجرمیت صادر شده باشد. متعاقب این مورد به‌خصوص دزدی، یک سری از دزدی‌ها و قتل‌های ناشی از دزدی در منطقه اتفاق افتاده بود و برآشفتگی مردم موجب گردیده بود تا تصمیم به‌طور سریع اتخاذ شود.
به هر حال، خدمات جورج ضروری بود، چه برای دادگاه یا برای فرجام‌خواهی عاجل. اما زمانی که اینسلی صبح روز بعد برای بازدید از مشتریان جدید خود رفت، آنها را مُرده یافت که از تیرک اتاق کوچک در زندان موقت آویزان شده بودند. یکی از گزارش‌ها می‌گوید که جورج «اهمیت ایراد عدم کفایت ادله و غیرمرتبط بودن فرجام‌خواهی» را درک کرد و «به طرز درست بازنشسته شد». پس از اینکه وی زمستان را با تدریس در شهرستان کلاکاماس، اورگن سپری کرد، اینسلی به آیداهو سیتی، مرکز شهرستان بویس، آیداهوا رفت. وی برای ربع یک قرن در آنجا به حرفه وکالت و به سرمایه‌گذاری در املاک معدنکاری پرداخت. جورج در این زمان ازدواج نموده و تشکیل خانواده داد. ازدواج ۱۸۶۶ وی با سارا «سالی» اوینز در شهرستان آدا انجام شد. خانواده اینسلی پیرو راسخ کلیسای اسقفی بودند، از اینرو این احتمال وجود دارد که در زمان مناسب کشیش منطقه‌ای طبق زمان‌بندی در آیداهو سیتی نبوده‌است. از ۱۸۶۹ تا ۱۸۷۳، اینسلی به ویراستاری روزنامه آیداهو ولد در آیداهو سیتی پرداخت.

## حرفه سیاسی
در ۱۸۶۵ میلادی، دو سال پس از نقل مکان وی به آیداهو سیتی، رأی‌دهندگان اینسلی را به عنوان نماینده شورای قلمرو (احتمالاً معادل سنای ایالتی) انتخاب نمودند. علی‌رغم سن جوان وی، اعضای شورا وی را به عنوان رئیس انتخاب کردند. (هرچند زندگی‌نامه وی در کنگره ایالات متحده می‌گوید که او عضو «مجلس قانون‌گذاری قلمرو» بوده‌است، اما اسناد آیداهو سمت وی در شورا را تأیید می‌کند) پس از اتمام دوره خود به عنوان نماینده، جورج دوباره به حرفه حقوقی خود برگشت، اما بازهم در فعالیت‌های حزب دموکرات بسیار فعال بود. (با در نظر داشت زمان‌بندی رویدادها، روزنامه آیداهو ولد در آن زمان به عنوان «تنها روزنامه دموکرات در آن قلمرو» پنداشته می‌شد)
در ۱۸۷۴، وی یک دوره خدمت دو ساله را به عنوان دادستان شهرستان در شهرستان دوم قلمرو آیداهو آغاز کرد. پس از آن در ۱۸۷۸ میلادی، وی به عنوان نماینده قلمروی آیداهو در کنگره ایالات متحده انتخاب گردید. (نماینده‌ها می‌توانند در کمیته رأی دهند، اما در کف مجلس قانون‌گذاری حق رأی ندارند) دبیر جمهوری‌خواه از روزنامه آیداهو ترای-ویکلی استیسمان در بویس سیتی، اظهار نظر نمود که «هرچند از نظر سیاسی با آقای اینسلی اختلاف نظر داریم، اما به‌طور آزادانه جایگاهی که وی شایستگی آن را دارد تأیید، می‌کنیم».
اینسلی قبل از اینکه در انتخابات ۱۸۸۲ بازنده شود، برای دو دوره به عنوان نماینده خدمت کرد. پس از این انتخابات، وی هرگز برای کرسی عامه وارد انتخابات نشد، اما برای چندین سال دیگر به عنوان یک وزنه قدرت در سیاست‌های حزب جمهوری‌خواه در سطح ایالت فعال ماند. او در ۱۸۸۹ میلادی از شهرستان بویس در کنوانسیون قانون اساسی آیداهو نمایندگی کرد.

## اواخر زندگی و حرفه
پس از سپری نمودن اوج شکوفایی، جمعیت آیداهو سیتی به تدریج کاهش یافت. از اینرو، اینسلی عمارتی را در جاده مقابل دفتر تعیین عیار ایالات متحده (U. S. Assay Office) خریداری نموده و خانواده خود را در ۱۸۹۰ میلادی به بویس انتقال داد. پس از آن، وی به‌طور هنگفتی در شرکت‌های مختلف در بویس سرمایه‌گذاری کرد. این شرکت‌ها مشتمل بود بر شرکت آب سرد و گرم آرتزین بویس (Boise Artesian Hot & Cold Water Company) و شرکت ترانزیت سریع بویس (Boise Rapid Transit Company).
جورج هرگز از علاقه خود به معدنکاری دست برنداشت. تا نُه سال پس از حدود ۱۸۸۸ میلادی، اینسلی در شرکتی سهام داشت که حقوق معدنکاری وسیعی داشت و از منطقه موریس کریک واقع در دو مایلی بالای آیداهو سیتی تا هشت مایل در انتهای شهر را زیر پوشش گرفته بود. در اوایل ۱۸۹۰ میلادی، این حقوق معدنکاری در معرض دعاوی حقوقی پشت سر هم قرار گرفت. با این وجود، اینسلی و سایر شرکای وی در نهایت پرونده‌ها را برنده شده و در ۱۸۹۷ این شرکت را به فروش رساندن تا بنگاهی را بسازند که نخستین بنگاه بزرگ استخراج طلا در امتداد موریس کریک بود.
دو دختر اینسلی، لوسی و ادلما، از نظر حرفه، سنت خانوادگی را ادامه دادند. لوسی با یک پزشک معروف اهل سان فرانسیسکو ازدواج کرد. ادلما با جان اف. نیوجنت که بعدها سناتور ایالات متحده از آیداهو شد، ازدواج کرد. یکی از نوه‌های وی، جورج اینسلی نیوجنت، در جریان جنگ جهانی اول در ارتش ایالات متحده خدمت کرد. در حدود ۱۹۰۶ میلادی، وضعیت سلامت ناخوب اینسلی را واداشت تا برای درمان بهتر به کالیفرنیا بیاید. تا حدود ۱۹۰۸ میلادی، او به اوکلند، کالیفرنیا نقل مکان کرده بود. وی پنج سال بعد در آنجا درگذشت.